# Lahti L-39
Pour les articles homonymes, voir Lahti (homonymie).
Le Lahti L-39 ou 20 mm Panssarintorjuntakiväärit 1939 est un fusil antichar lourd semi-automatique finlandais utilisé durant la Seconde Guerre mondiale (guerre de Continuation). 
Il tirait une cartouche de 20 mm similaire à son homologue suisse, le Solothurn K41 (en), contrairement à la plupart des autres fusils antichars de l'époque utilisant un calibre plus petit (Boys MK II britannique ou PTRD-41 soviétique).

## Conception et caractéristiques
Début 1939, divers prototypes sont testés par l'Armée finlandaise. En septembre, le choix définitif se porte sur le modèle de l'ingénieur Aimo Lahti, de la firme Valtion Kivääritehdas (VKT). Il tire une lourde cartouche de 20 mm, longue de 113 mm (20 × 113B). Une commande de 410 exemplaires est passée, mais l'armée venant d'acquérir des canons antiaériens allemands de 20 mm (20 x 138B), se pose la question de la standardisation des munitions. Il est alors décidé que la cartouche soit modifiée à la longueur Solothurn, soit 138 mm (20 × 113 mm B).
Très lourd, il faut deux hommes pour le servir et le transporter. Il dispose d'un bipied, mais également de skis afin d'être plus facilement posé et tracté dans la neige. Le chargeur, pourvu de 10 cartouches pesant chacune 337 g, pèse à lui seul 6,7 kg.
Lorsque commence la guerre d'Hiver, seuls deux prototypes du Lahti L-39 chambrés en 20 mm x 113 sont expédiés au front, et les troupes continuent d'utiliser le Boys contre les chars légers soviétiques. Le L-39 sera finalement distribué à partir d'avril 1940.
Sous un angle de 20° (70° de blindage horizontal, selon les normes de calcul nationales), la munition perforante peut percer 28 mm d'acier à 100 m, et encore 10 mm à 1 000 m,. Outre diverses munitions AP, le L-39 pouvait tirer des munitions explosives ou au phosphore, capables d'enflammer des zones boisées.

## Utilisation
Très vite dépassé durant la guerre de Continuation par les blindages plus épais des T-34 et KV-1 soviétiques, le fusil reste cependant une puissante arme contre les véhicules légers ou les positions fortifiées. Le Lahti L-39 sera également utilisé comme fusil anti-sniper grâce à sa portée largement supérieure à celle des armes légères.
L'arme est surnommée par la troupe norsupyssy, « fusil à éléphant » ; le nom, imagé, est aussi une référence directe aux armes coloniales à gros gibier qui furent utilisées contre les blindages durant la Première Guerre mondiale, avant l'apparition du Tankgewehr.
Une version entièrement automatique, le 20 Itkiv/39-44 ou Lahti 39/44, sera également construite afin de servir d'arme antiaérienne dès 1944. Elle est dotée d'une cadence de tir théorique de 325 coups par minute.

Le fusil antichar continuera d'être fabriqué jusqu'en mai 1944. En 1951, 1 333 exemplaires sont encore en service, et en 1960, un certain nombre sera recyclé en armes anti-hélicoptères. Les derniers exemplaires seront retirés du service en 1986 seulement. 

Diverses vues actuelles de l'arme
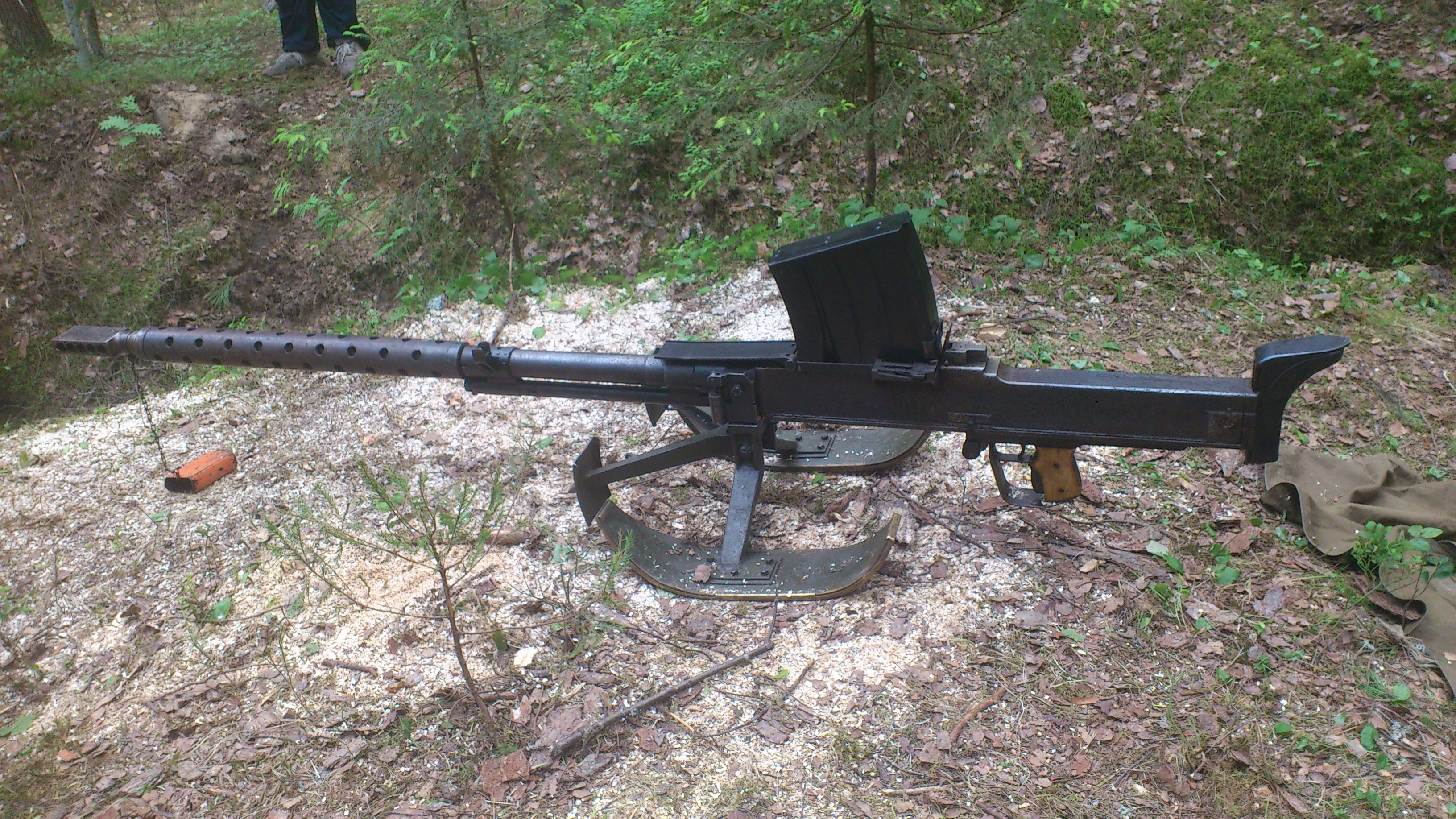
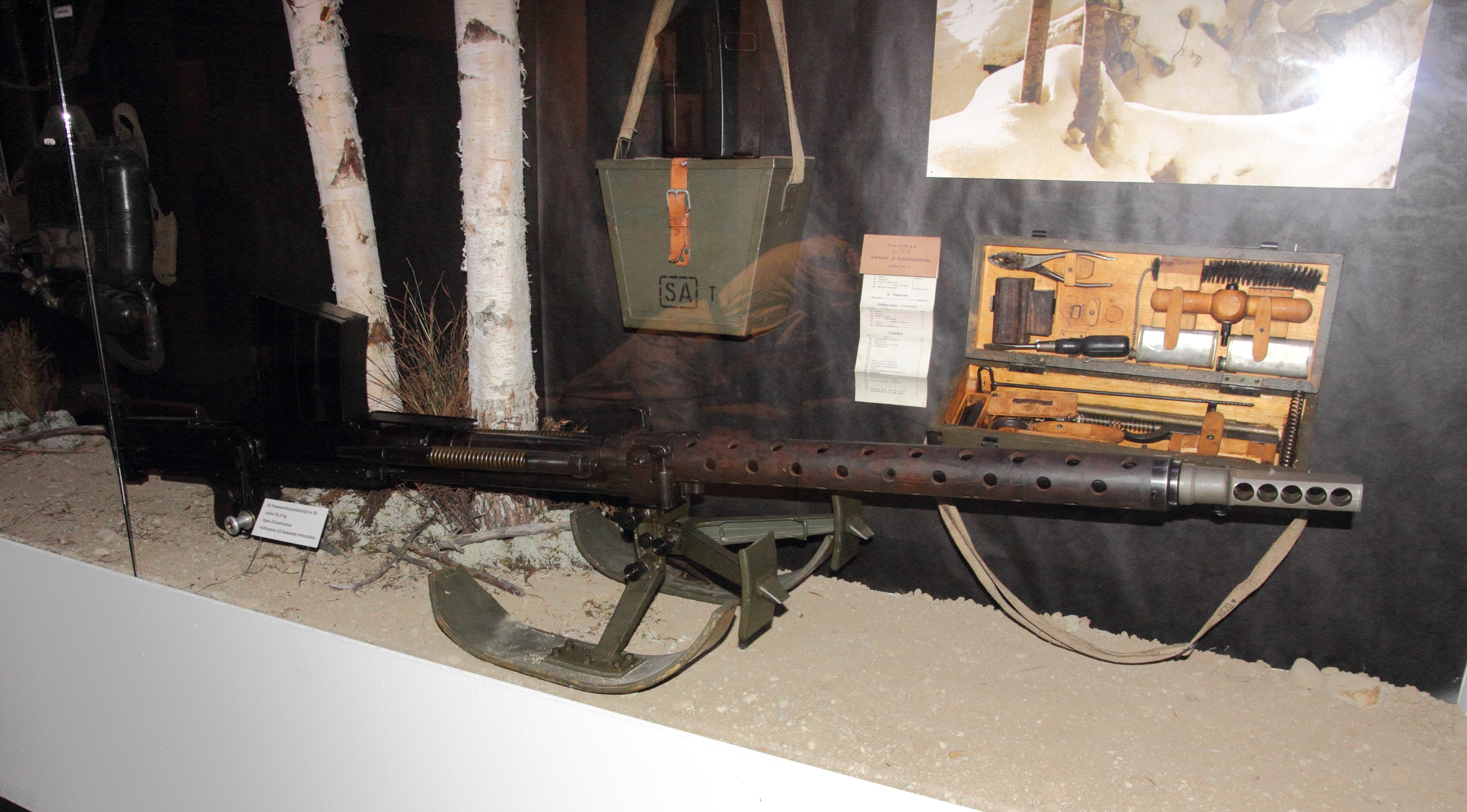
Un L-39 avec sa boîte d'équipement.
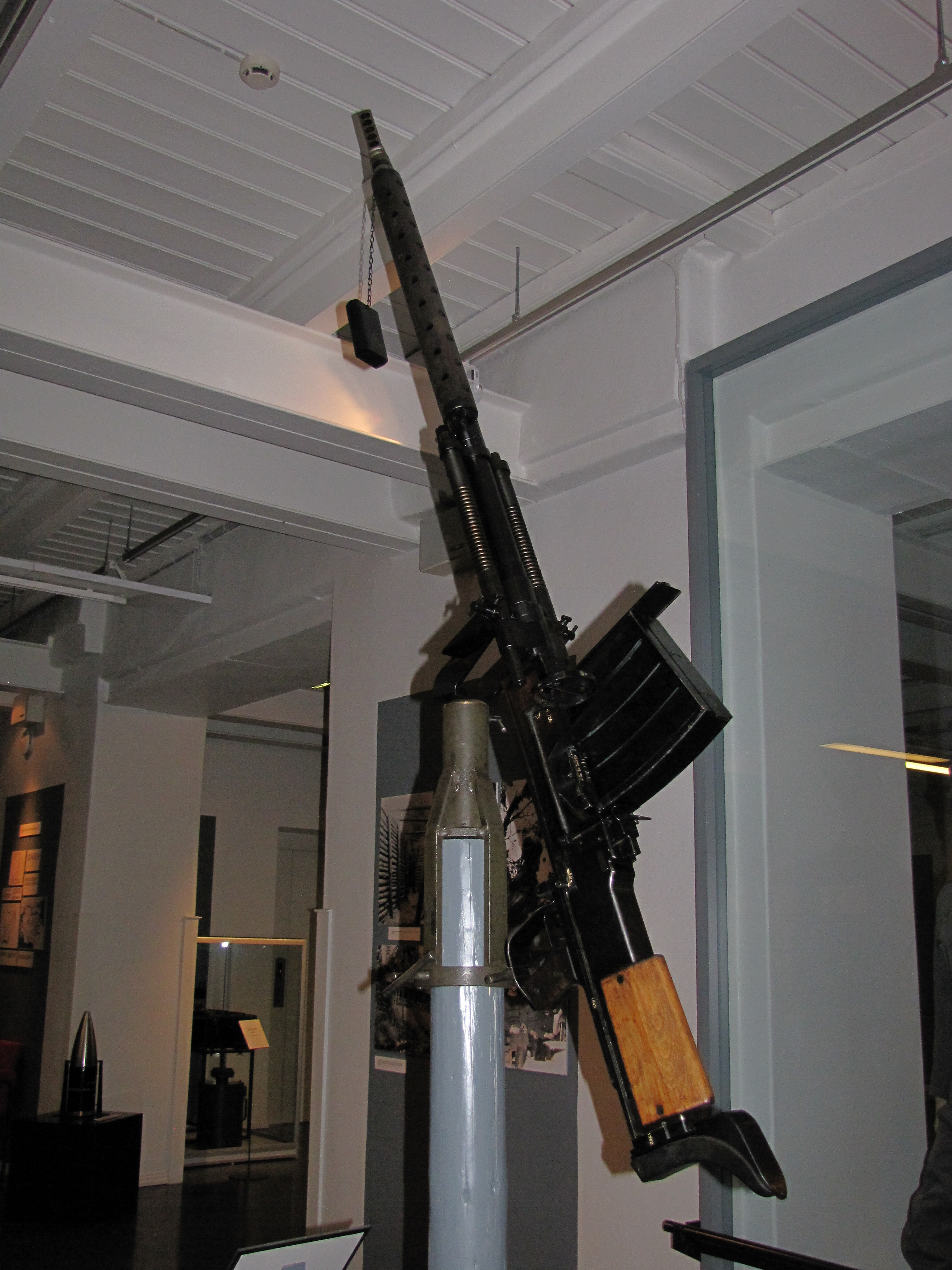
Un Itkiv 39/44 automatique en position antiaérienne.
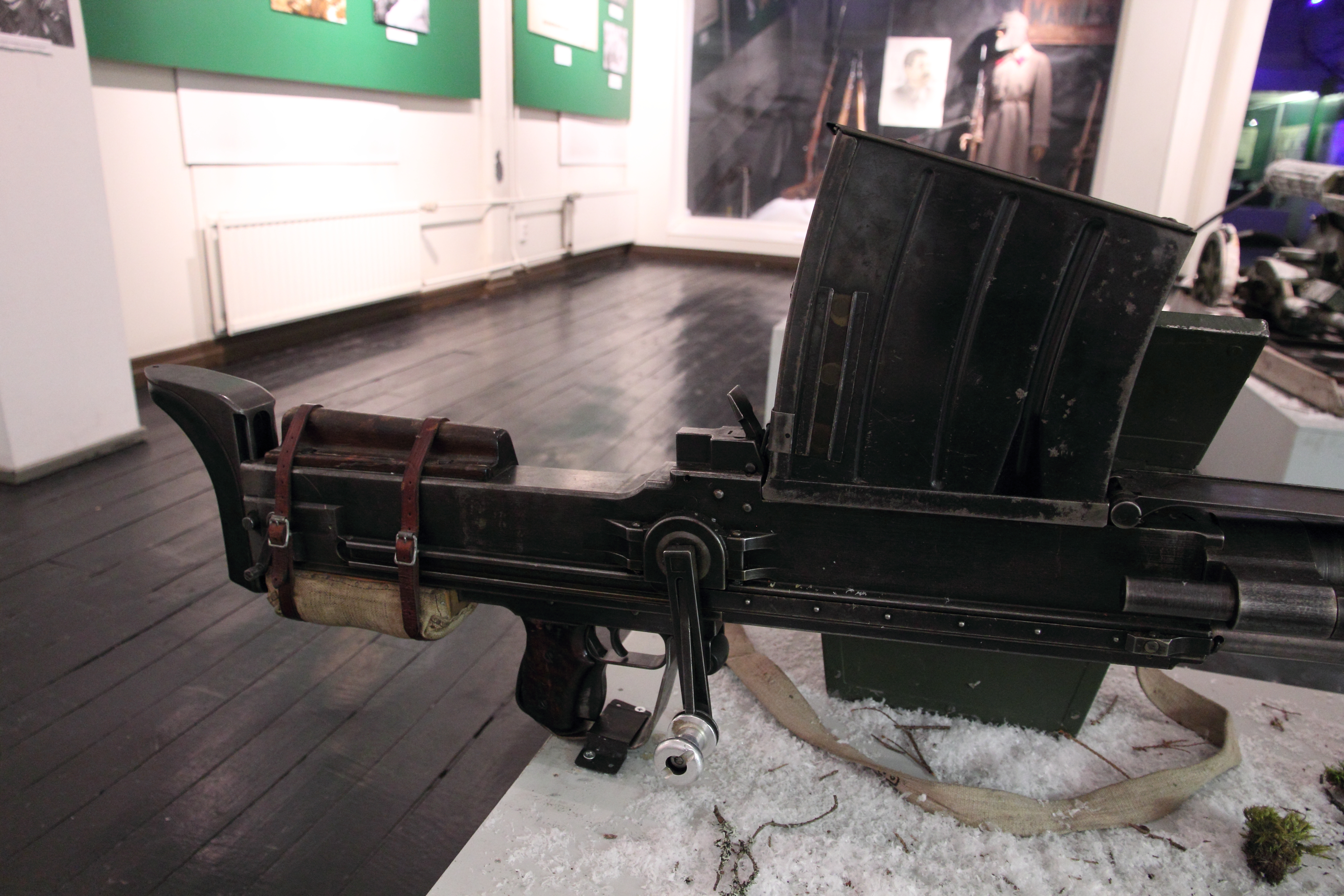
Vue de la culasse.
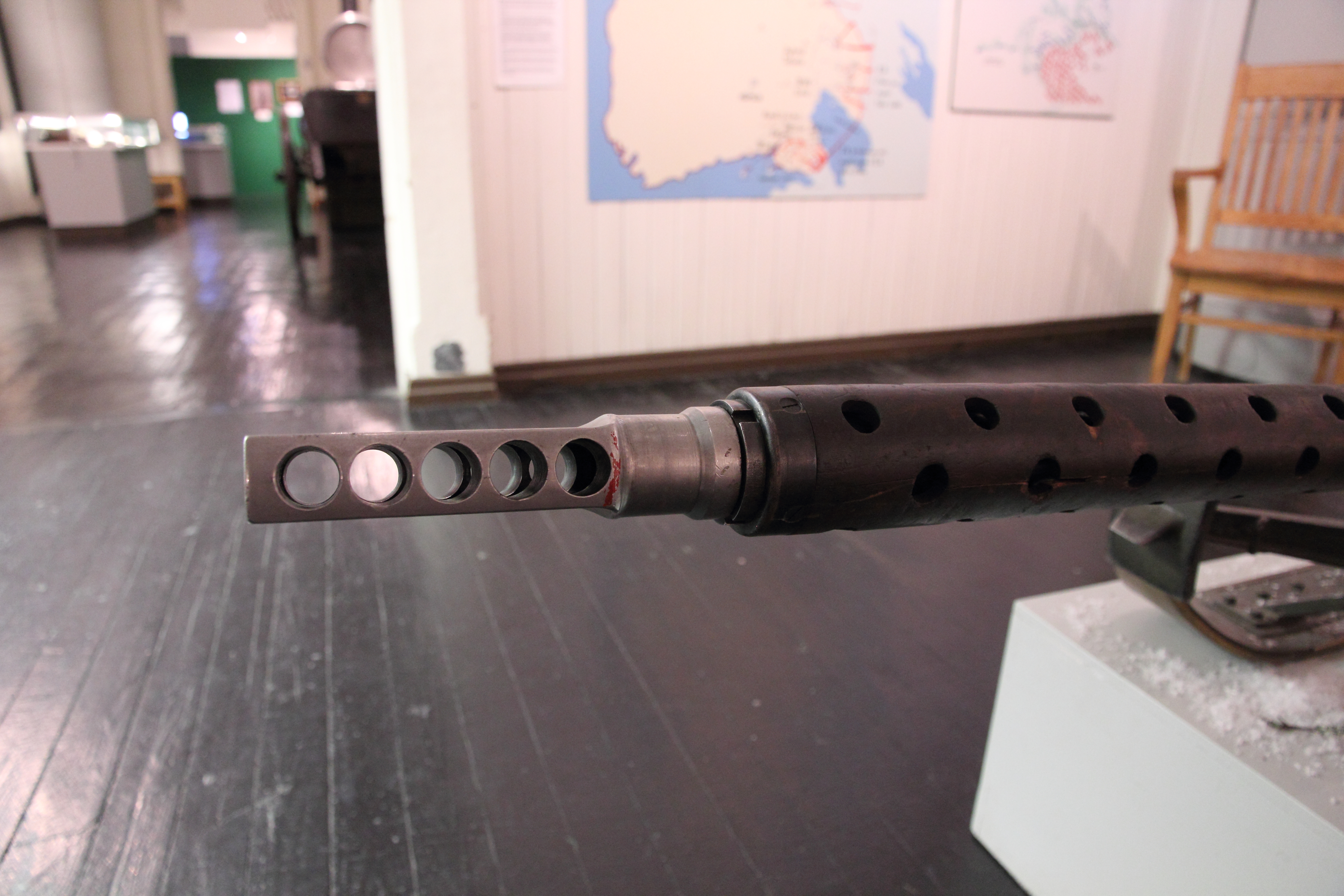
Vue rapprochée du frein de bouche.
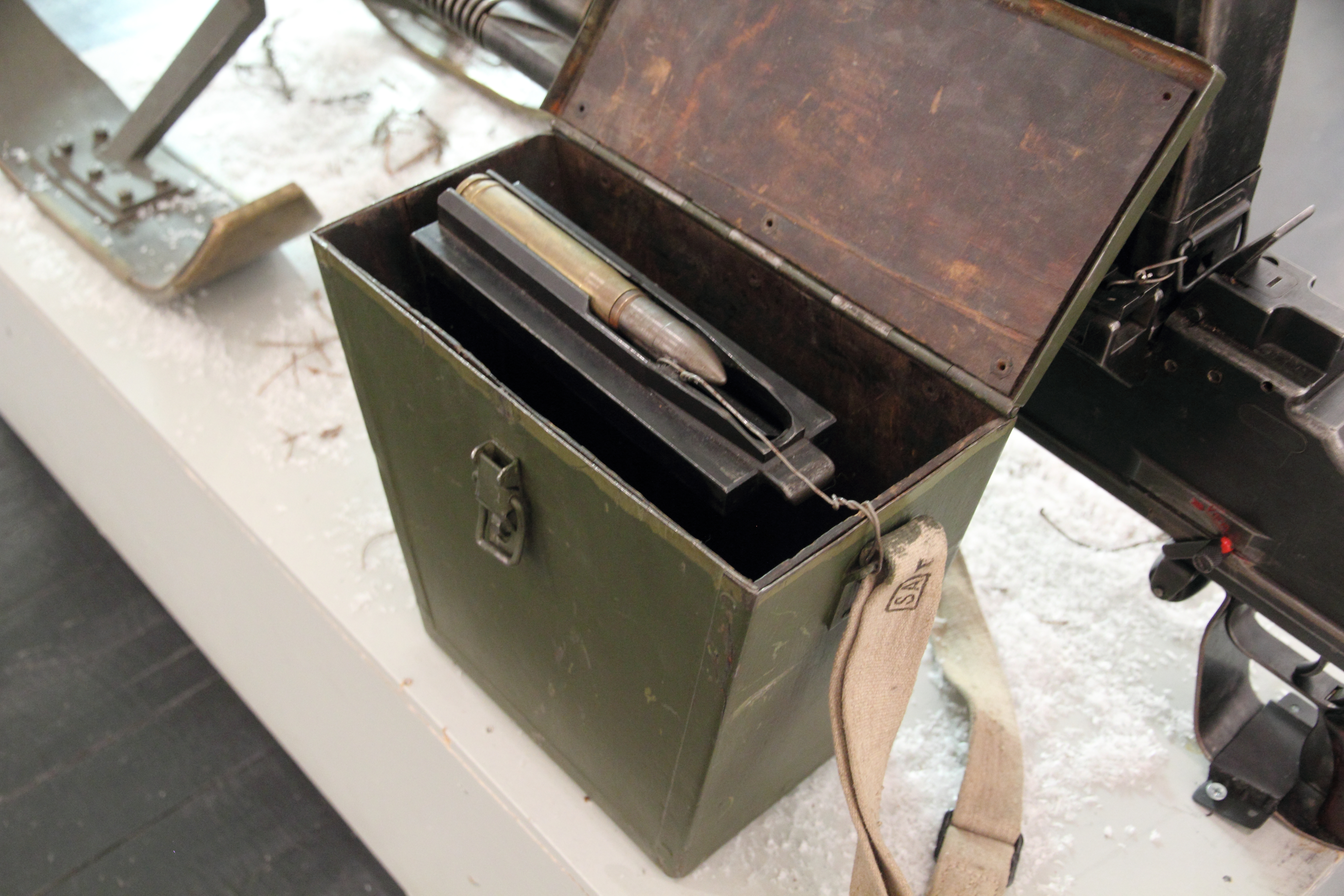
Boîte de transport contenant un chargeur.